# Aegyptopithecus
 Aegyptopithecus  ist eine ausgestorbene Gattung der Primaten, die vor rund 30 Millionen Jahren in Ägypten vorkam. Die ersten zu Aegyptopithecus gestellten Fossilien wurden im Winter 1963/64 in einem Steinbruch in Fayyum geborgen. Aegyptopithecus ist einer der frühesten bekannten Vertreter der Altweltaffen, zu denen die heutigen Meerkatzenverwandten und Menschenaffen gehören, und war annähernd so groß wie heute lebende Gibbons.

## Namensgebung
Die Bezeichnung der Gattung Aegyptopithecus verweist den Fundort in Ägypten und ist ferner abgeleitet von dem griechischen Wort πίθηκος (altgriechisch ausgesprochen píthēkos: „Affe“). Das Epitheton der Typusart, Aegyptopithecus zeuxis, ist ebenfalls dem Griechischen (zεῦξις) entlehnt und kann laut Erstbeschreibung metaphorisch als englisch yoke oder join (etwas miteinander verbinden) übersetzt werden, nimmt also „Bezug auf die Morphologie des Unterkiefers und der Zähne, die intermediäre Merkmale zwischen Propliopithecus und Dryopithecus zeigen.“ Aegyptopithecus zeuxis bedeutet somit sinngemäß „Affe aus Ägypten, der etwas aneinander fügt“.

## Erstbeschreibung
Holotypus von Gattung und Typusart Aegyptopithecus zeuxis ist das Fragment eines linken Unterkiefers (Sammlungsnummer: C.G.M. 26901) mit drei erhaltenen Backenzähnen (Prämolar P2 bis Molar M2) und einem ergänzten Backenzahn M3 aus dem Fossil Y.P.M. 21032. Als Paratypus wurde im Jahr 1965 von Elwyn L. Simons in der Erstbeschreibung das Fragment eines zweiten Unterkiefers mit teilweise erhaltenen Zahnwurzeln ausgewiesen (Sammlungsnummer: A.M.N.H. 13389). Verwahrorte dieser Fossilien sind das Egyptian Geological Museum (früher: Cairo Geology Museum, C.G.M.), das Peabody Museum of Natural History in New Haven (Connecticut), USA, (früher: Yale Peabody Museum, Y.P.M.) und das American Museum of Natural History in New York City (A.M.N.H.).

## Merkmale
Der Kopf von Aegyptopithecus zeuxis ist durch die relativ lange Schnauze (Prognathie) und das kleine Gehirn (30 cm3) charakterisiert. Seine Zahnformel lautet wie bei allen Altweltaffen 2-1-2-3 (das bedeutet pro Kieferhälfte zwei Schneidezähne, 1 Eckzahn, 2 Vorderbackenzähne und 3 Backenzähne). In der Größe der Eckzähne zeigt sich ein Geschlechtsdimorphismus (die Eckzähne der Männchen sind größer als die der Weibchen), was sich auch heute bei etlichen Primatenarten findet. Der Bau der Zähne mit breiten, flachen Schneidezähnen und niedrigen Molaren entspricht wohl ziemlich dem ursprünglichen Altweltaffengebiss.
Das Körperskelett zeigt im Wesentlichen affenähnliche Züge, die Vordergliedmaßen sind kurz, die erste Zehe opponierbar und ein langer Schwanz ist vorhanden. Das Gewicht von Aegyptopithecus wird auf rund 6,7 Kilogramm geschätzt. Im Jahr 2004 wurde ein nahezu vollständig erhaltener, weiblicher Schädel entdeckt, dessen Innenvolumen 14,6 cm³ beträgt und bei dem sogar der Riechkolben mit 0,102 cm³ rekonstruiert werden konnte.
Vermutlich lebten die Tiere auf Bäumen und bewegten sich auf den Ästen langsam vierfüßig fort. Aus Merkmalen der Zähne folgert man, dass die Nahrung vorwiegend aus weichen Früchten und Blättern bestand.
Systematisch wurde die Gattung Aegyptopithecus mit Propliopithecus und anderen Gattungen in die Gruppe der Propliopithecidae eingeordnet, die der Basis der Altweltaffen ziemlich nahesteht. Sie dürften jedoch nicht die unmittelbaren Vorfahren der heutigen Meerkatzenverwandten oder Menschenartigen sein, sondern einen Seitenzweig bilden.

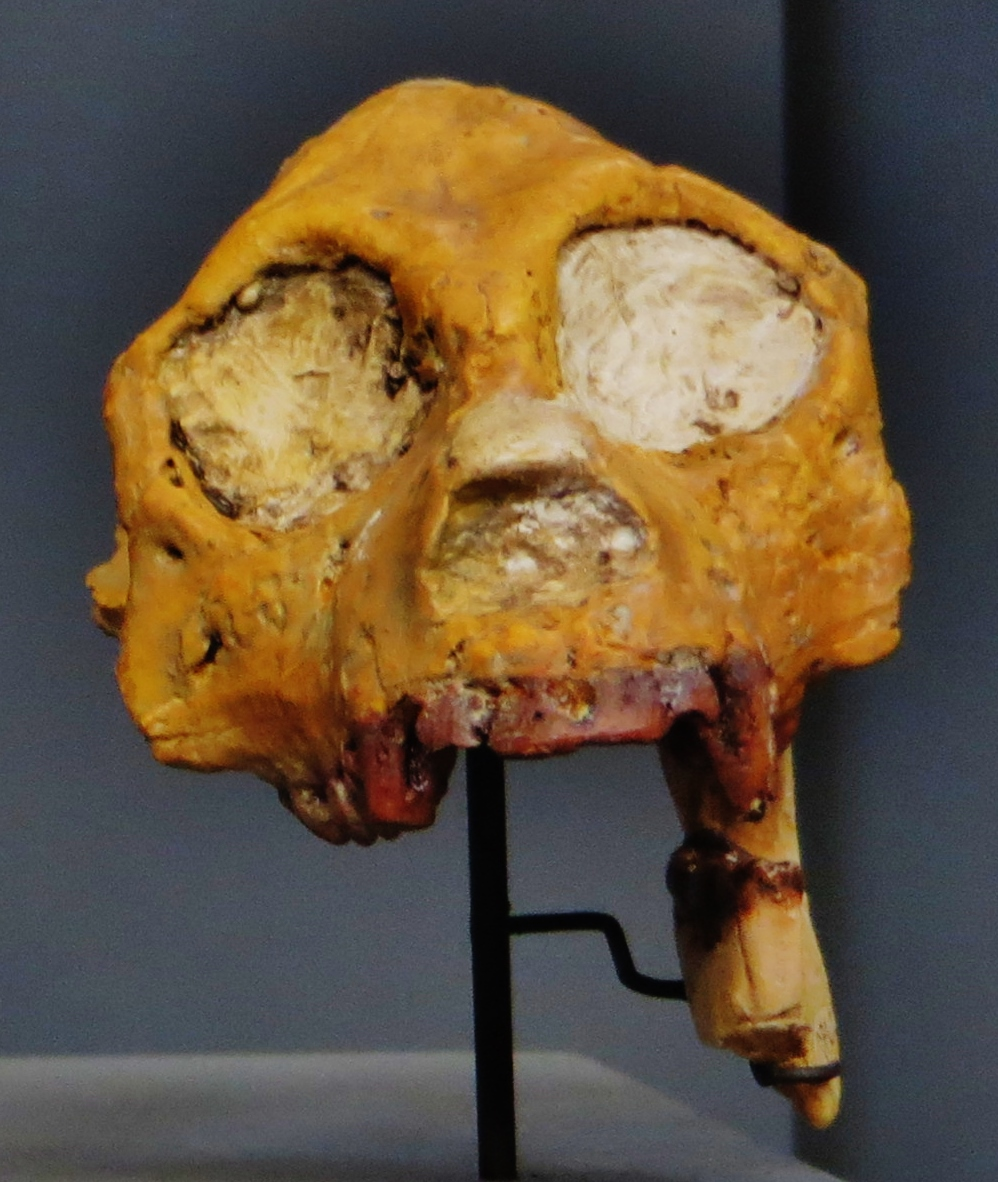
Schädel, Ansicht von vorn
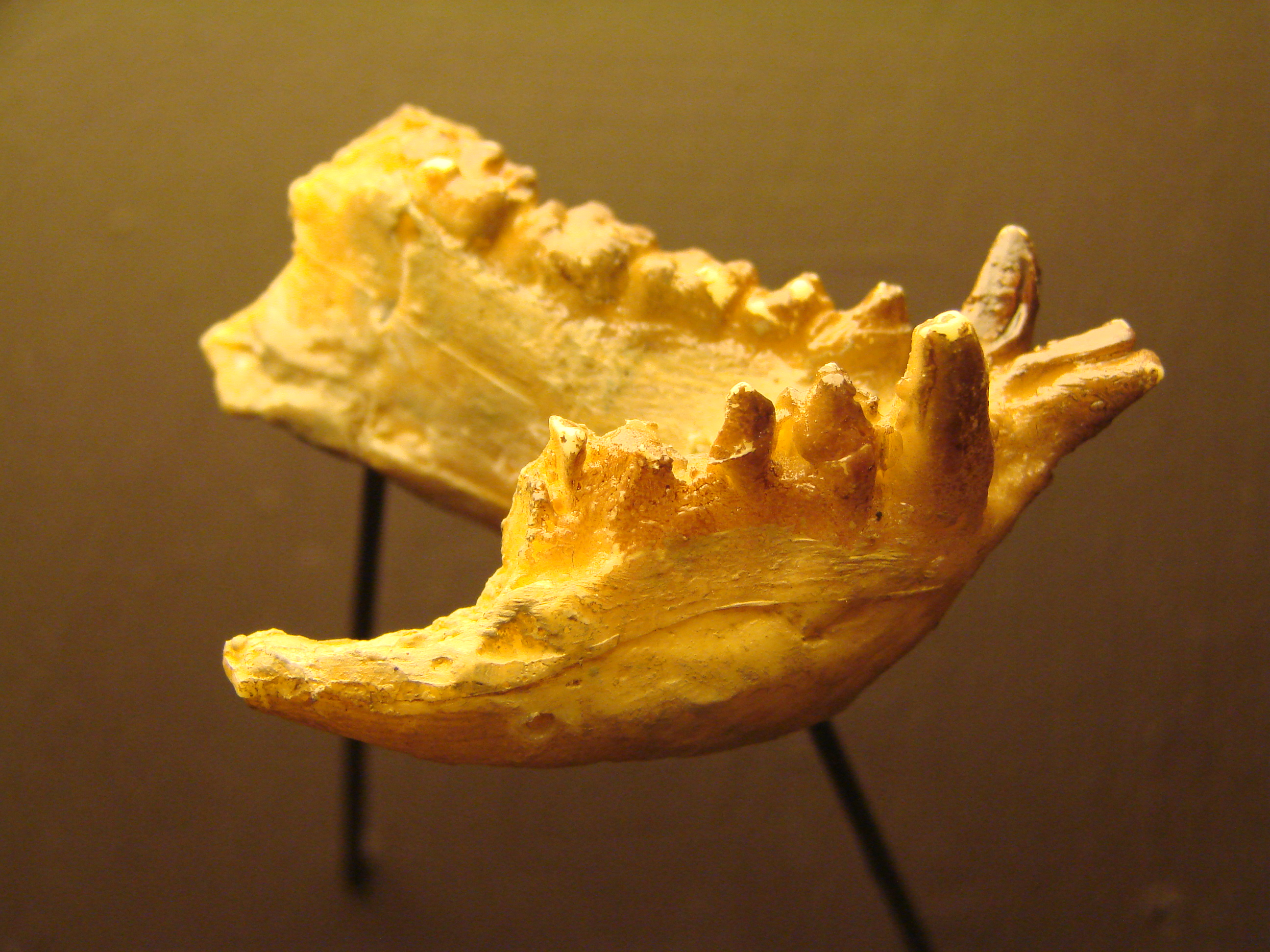
Unterkiefer
Rekonstruktion des Kopfes
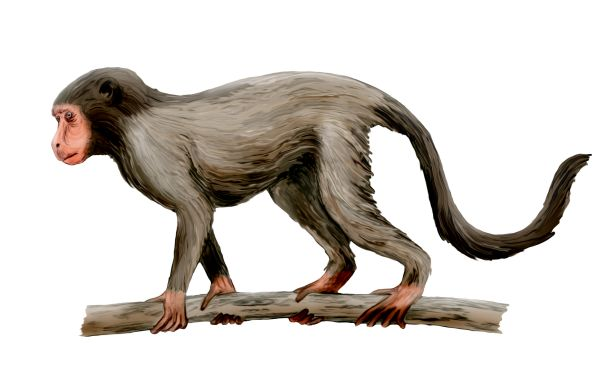
Rekonstruktion des gesamten Körpers

## Belege
1. ↑  Erik R. Seiffert: Revised age estimates for the later Paleogene mammal faunas of Egypt and Oman. In: PNAS. Band 103, Nr. 13, 2006, S. 5000–5005, doi:10.1073/pnas.0600689103.
2. 1 2  Elwyn L. Simons: New Fossil Apes from Egypt and the Initial Differentiation of Hominoidea. In: Nature. Band 205, 1965, S. 135–139, doi:10.1038/205135a0
3. ↑  Jean-Jacques Jaeger, Olivier Chavasseau, Vincent Lazzari, Aung Naing Soe, Chit Sein, Anne Le Maître, Hla Shwe und Yaowalak Chaimanee: New Eocene primate from Myanmar shares dental characters with African Eocene crown anthropoids. In: Nature Communications. Band 10, 2019, S. 3531, doi:10.1038/s41467-019-11295-6.
4. ↑  John G. Fleagle, Richard F. Kay und Elwyn L. Simons: Sexual dimorphism in early anthropoids. In: Nature. Band 257, 1980, S. 328–330, doi:10.1038/287328a0
5. ↑  Elwyn L. Simons, Erik R. Seiffert, Timothy M. Ryan und Yousry Attia: A remarkable female cranium of the early Oligocene anthropoid Aegyptopithecus zeuxis (Catarrhini, Propliopithecidae). In: PNAS. Band 104, Nr. 21, 2007, S. 8731–8736, doi:10.1073/pnas.0703129104
6. ↑  Ian Towle, Matthew R. Borths und Carolina Loch: Tooth chipping patterns and dental caries suggest a soft fruit diet in early anthropoids. In: Americal Journal of Biological Anthropology. Online-Vorabveröffentlichung vom 13. Dezember 2023, doi:10.1002/ajpa.24884.